# Linea di successione al trono della Cina

La bandiera della monarchia cinese

La linea di successione al trono della Cina (二王三恪) segue il criterio della legge salica.
La monarchia in Cina venne abolita nel 1912 quando la Dinastia Qing fu detronizzata e venne proclamata la repubblica. Dal 1997 il pretendente al trono è il principe Hengzhen, nato nel 1944, figlio del principe Yuyan, nato nel 1918 e morto nel 1997, che fu a sua volta il principe ereditario (contestato da Pujie fratello di Pu Yi) di Pu Yi, l'ultimo imperatore.

## Linea di successione
L'attuale linea di successione a Hengzhen è:
1. Nobile Principe Jin Xing, nato nel 1977, figlio di Hengzhen.
2. Nobile Principe Hengkai, nato nel 1945, primo fratello di Hengzhen.
3. Nobile Principe Jin Yinghui, nato nel 1980, figlio di Hengkai.
4. Nobile Principe Hengjun, nato nel 1966, secondo fratello di Hengzhen.